# Llista de topònims de Palafolls
Llista de topònims (noms propis de lloc) del municipi de Palafolls, al Maresme
Informació actualitzada per un bot. Els canvis manuals es perdran quan s'actualitzi!

## casa
| imatge | Nom            | Ubicat a  | instància de | Detalls                                  | coordenades                                                                        | Protecció                   | Commons (més fotos)   | Dades a WD                    |
| ------ | -------------- | --------- | ------------ | ---------------------------------------- | ---------------------------------------------------------------------------------- | --------------------------- | --------------------- | ----------------------------- |
|        | Can Calau      | Palafolls | casa         | Estil: arquitectura popular 16th century | 41° 40′ 09″ N, 2° 44′ 45″ E / 41.669226°N,2.745953°E ca:C. Joaquim Ruhí, 1 22 msnm | bé cultural d'interès local | Can Calau (Palafolls) | Modifica les dades a Wikidata |
|        | Can Prats      | Palafolls | casa         | Estil: arquitectura eclèctica            | 41° 40′ 04″ N, 2° 44′ 56″ E / 41.66779°N,2.749016°E                                | bé cultural d'interès local |                       | Modifica les dades a Wikidata |
|        | Can Riudarenes | Palafolls | casa         |                                          | 41° 40′ 01″ N, 2° 44′ 56″ E / 41.666808°N,2.748844°E 14 msnm                       | bé cultural d'interès local |                       | Modifica les dades a Wikidata |

## edifici
| imatge | Nom                       | Ubicat a  | instància de | Detalls                        | coordenades                                                                                             | Protecció                                  | Commons (més fotos)    | Dades a WD                    |
| ------ | ------------------------- | --------- | ------------ | ------------------------------ | --- | ------------------------------------------ | ---------------------- | ----------------------------- |
|        | Antiga Germandat Agrícola | Palafolls | edifici      |                                | 41° 40′ 06″ N, 2° 44′ 55″ E / 41.668198°N,2.748722°E                                                    | bé cultural d'interès local                |                        | Modifica les dades a Wikidata |
|        | Cooperativa Pagesa        | Palafolls | edifici      |                                | 41° 40′ 02″ N, 2° 45′ 02″ E / 41.667306°N,2.750486°E                                                    | bé cultural d'interès local                |                        | Modifica les dades a Wikidata |
|        | Forn de Can Borrell       | Palafolls | edifici      | Estil: arquitectura popular    | | bé integrant del patrimoni cultural català |                        | Modifica les dades a Wikidata |
|        | Rajoleria de Puigverd     | Palafolls | edifici      | Estil: arquitectura popular    | | bé integrant del patrimoni cultural català |                        | Modifica les dades a Wikidata |
|        | el Palauet                | Palafolls | edifici      | Arquitecte: Arata Isozaki 1990 | 41° 40′ 10″ N, 2° 45′ 03″ E / 41.66955°N,2.750883°E ca:C. Ramon Turró - av. Ribera d'en Burgada 12 msnm | bé integrant del patrimoni cultural català | El Palauet (Palafolls) | Modifica les dades a Wikidata |

## entitat singular de població
| imatge | Nom                     | Ubicat a  | instància de                                                                   | Detalls  | coordenades                                                                 | Protecció | Commons (més fotos) | Dades a WD                    |
| ------ | ----------------------- | --------- | ------------------------------------------------------------------------------ | -------- | --------------------------------------------------------------------------- | --------- | ------------------- | ----------------------------- |
|        | Palafolls               | Palafolls | entitat singular de població capital municipal ens local històric de Catalunya | 8274 hab | 41° 40′ 00″ N, 2° 45′ 00″ E / 41.66667°N,2.75°E 19 msnm                     |           |                     | Modifica les dades a Wikidata |
|        | Sant Genís de Palafolls | Palafolls | entitat singular de població                                                   | 397 hab  | 41° 39′ 40″ N, 2° 43′ 13″ E / 41.661202466169°N,2.7202220972273°E 47 msnm   |           |                     | Modifica les dades a Wikidata |
|        | el Mas Carbó            | Palafolls | entitat singular de població                                                   | 214 hab  | 41° 40′ 42″ N, 2° 43′ 49″ E / 41.678472222222°N,2.73025°E 109 msnm          |           |                     | Modifica les dades a Wikidata |
|        | el Mas Reixac           | Palafolls | entitat singular de població                                                   | 210 hab  | 41° 41′ 14″ N, 2° 43′ 03″ E / 41.6872551410999°N,2.7175624619174°E 75 msnm  |           |                     | Modifica les dades a Wikidata |
|        | la Ciutat Jardí         | Palafolls | entitat singular de població                                                   | 838 hab  | 41° 39′ 44″ N, 2° 42′ 30″ E / 41.662246469992°N,2.70843500485891°E 100 msnm |           |                     | Modifica les dades a Wikidata |

## església
| imatge | Nom                               | Ubicat a  | instància de | Detalls                           | coordenades                                                                         | Protecció                                            | Commons (més fotos)                 | Dades a WD                    |
| ------ | --------------------------------- | --------- | ------------ | --------------------------------- | ----------------------------------------------------------------------------------- | ---------------------------------------------------- | ----------------------------------- | ----------------------------- |
|        | Sant Genís de Palafolls           | Palafolls | església     |                                   | 41° 39′ 37″ N, 2° 43′ 21″ E / 41.660278°N,2.7225°E                                  | bé d'interès cultural bé cultural d'interès nacional | Església de Sant Genís de Palafolls | Modifica les dades a Wikidata |
|        | Sant Pere de Vivelles             | Palafolls | església     | Estil: barroc 18th century        | 41° 40′ 31″ N, 2° 43′ 21″ E / 41.675198°N,2.722492°E ca:Ctra. N-II, km 686 100 msnm | bé integrant del patrimoni cultural català           | Sant Pere de Vivelles               | Modifica les dades a Wikidata |
|        | Santa Maria Assumpta de Palafolls | Palafolls | església     | Estil: historicisme arquitectònic | 41° 40′ 05″ N, 2° 44′ 58″ E / 41.66812°N,2.74933°E 16 msnm                          | bé integrant del patrimoni cultural català           | Santa Maria Assumpta (Palafolls)    | Modifica les dades a Wikidata |

## masia
| imatge | Nom               | Ubicat a                 | instància de | Detalls                                          | coordenades                                                                                 | Protecció                                  | Commons (més fotos)      | Dades a WD                    |
| ------ | ----------------- | ------------------------ | ------------ | ------------------------------------------------ | ------------------------------------------------------------------------------------------- | ------------------------------------------ | ------------------------ | ----------------------------- |
|        | Ca l'Aldrofeu     | Palafolls                | masia        | Estil: arquitectura popular                      | 41° 41′ 01″ N, 2° 44′ 14″ E / 41.683722°N,2.737325°E 42 msnm                                | bé cultural d'interès local                |                          | Modifica les dades a Wikidata |
|        | Ca l'Estiu        | Palafolls                | masia        |                                                  | 41° 39′ 46″ N, 2° 43′ 27″ E / 41.6627810139442°N,2.72429978400211°E                         |                                            |                          | Modifica les dades a Wikidata |
|        | Ca la Caterina    | Palafolls                | masia        |                                                  | 41° 39′ 38″ N, 2° 43′ 36″ E / 41.6606607046981°N,2.72655490480952°E                         |                                            |                          | Modifica les dades a Wikidata |
|        | Ca n'Oller        | Palafolls                | masia        | Estil: arquitectura popular                      | 41° 40′ 22″ N, 2° 44′ 34″ E / 41.67288°N,2.74275°E 32 msnm                                  | bé integrant del patrimoni cultural català |                          | Modifica les dades a Wikidata |
|        | Ca n'Oms          | Palafolls                | masia        | Estil: arquitectura modernista                   | 41° 39′ 48″ N, 2° 45′ 10″ E / 41.663333333333°N,2.7527777777778°E                           | bé cultural d'interès local                | Ca n'Oms (Palafolls)     | Modifica les dades a Wikidata |
|        | Cal Bessó         | Palafolls                | masia        |                                                  | 41° 39′ 42″ N, 2° 42′ 27″ E / 41.6617669587718°N,2.70759637621923°E                         |                                            |                          | Modifica les dades a Wikidata |
|        | Cal Campaner Vell | Palafolls                | masia        |                                                  | 41° 39′ 41″ N, 2° 43′ 31″ E / 41.6612523094488°N,2.72535128041451°E                         |                                            |                          | Modifica les dades a Wikidata |
|        | Cal Sastre        | Palafolls                | masia        |                                                  | 41° 40′ 38″ N, 2° 44′ 08″ E / 41.6772457701026°N,2.7354713280272°E                          |                                            |                          | Modifica les dades a Wikidata |
|        | Cal Sèndic        | Palafolls                | masia        |                                                  | 41° 40′ 16″ N, 2° 43′ 56″ E / 41.6710953446547°N,2.73221694738904°E                         |                                            |                          | Modifica les dades a Wikidata |
|        | Cal Viudo         | Palafolls                | masia        |                                                  | 41° 40′ 39″ N, 2° 43′ 48″ E / 41.6774494825287°N,2.73011214804464°E                         |                                            |                          | Modifica les dades a Wikidata |
|        | Cal Viudo Petit   | Palafolls                | masia        |                                                  | 41° 40′ 30″ N, 2° 43′ 53″ E / 41.6751109343972°N,2.73152753134374°E                         |                                            |                          | Modifica les dades a Wikidata |
|        | Can Bigues        | Palafolls                | masia        |                                                  | 41° 40′ 27″ N, 2° 44′ 33″ E / 41.6742800893709°N,2.74237930024095°E                         |                                            |                          | Modifica les dades a Wikidata |
|        | Can Bolet         | Palafolls                | masia        |                                                  | 41° 40′ 13″ N, 2° 43′ 22″ E / 41.6702444516079°N,2.72283840825457°E                         |                                            |                          | Modifica les dades a Wikidata |
|        | Can Borguenyo     | Palafolls                | masia        |                                                  | 41° 39′ 37″ N, 2° 44′ 00″ E / 41.6602443913333°N,2.73337893071353°E                         |                                            |                          | Modifica les dades a Wikidata |
|        | Can Brunet        | Palafolls                | masia        | Estil: arquitectura popular 19th century         | 41° 39′ 46″ N, 2° 43′ 09″ E / 41.662677°N,2.719089°E ca:Carretera del Caravaning 52 msnm    |                                            |                          | Modifica les dades a Wikidata |
|        | Can Cabreta       | Palafolls                | masia        |                                                  | 41° 39′ 29″ N, 2° 42′ 44″ E / 41.6581490434773°N,2.71234493301982°E                         |                                            |                          | Modifica les dades a Wikidata |
|        | Can Camps         | Palafolls                | masia        |                                                  | 41° 40′ 26″ N, 2° 43′ 47″ E / 41.673835258608°N,2.7297781496514°E                           |                                            |                          | Modifica les dades a Wikidata |
|        | Can Casanoves     | Palafolls                | masia        |                                                  | 41° 40′ 17″ N, 2° 44′ 31″ E / 41.6715228414483°N,2.74190976890315°E                         |                                            |                          | Modifica les dades a Wikidata |
|        | Can Casimiro      | Palafolls                | masia        |                                                  | 41° 40′ 03″ N, 2° 44′ 38″ E / 41.6674647797559°N,2.74377588209046°E                         |                                            |                          | Modifica les dades a Wikidata |
|        | Can Colldeforns   | Palafolls                | masia        |                                                  | 41° 40′ 23″ N, 2° 44′ 47″ E / 41.6730458487784°N,2.74631260690565°E                         |                                            |                          | Modifica les dades a Wikidata |
|        | Can Croses        | Palafolls                | masia        |                                                  | 41° 40′ 21″ N, 2° 44′ 59″ E / 41.6723687631529°N,2.74971502510307°E                         |                                            |                          | Modifica les dades a Wikidata |
|        | Can Crosetes      | Palafolls                | masia        |                                                  | 41° 40′ 06″ N, 2° 43′ 49″ E / 41.6684694215256°N,2.73014965676453°E                         |                                            |                          | Modifica les dades a Wikidata |
|        | Can Daniel        | Palafolls                | masia        | Estil: arquitectura popular 1818                 | 41° 39′ 59″ N, 2° 43′ 24″ E / 41.6665164161271°N,2.72322677561401°E ca:Camí de can Grinyola |                                            |                          | Modifica les dades a Wikidata |
|        | Can Florit        | Palafolls                | masia        | Estil: arquitectura popular                      | 41° 40′ 20″ N, 2° 44′ 52″ E / 41.67219°N,2.74766°E ca:Camí de Can Florit 24 msnm            | bé integrant del patrimoni cultural català | Can Florit               | Modifica les dades a Wikidata |
|        | Can Florit        | Palafolls                | masia        |                                                  | 41° 39′ 36″ N, 2° 43′ 16″ E / 41.66006°N,2.72105°E                                          | bé integrant del patrimoni cultural català |                          | Modifica les dades a Wikidata |
|        | Can Fonolleda     | Palafolls                | masia        | Estil: arquitectura gòtica                       | 41° 40′ 13″ N, 2° 44′ 30″ E / 41.67029°N,2.7418°E ca:Carrer de la Font del Ferro            | bé integrant del patrimoni cultural català |                          | Modifica les dades a Wikidata |
|        | Can Garsó         | Palafolls                | masia        |                                                  | 41° 40′ 45″ N, 2° 44′ 44″ E / 41.6791867706136°N,2.7454234433454°E                          |                                            |                          | Modifica les dades a Wikidata |
|        | Can Gibert        | Palafolls                | masia        |                                                  | 41° 39′ 28″ N, 2° 43′ 19″ E / 41.657911278627°N,2.72187039241681°E ca:Vall de Sant Genís    |                                            |                          | Modifica les dades a Wikidata |
|        | Can Grinyola      | Palafolls                | masia        |                                                  | 41° 40′ 05″ N, 2° 43′ 21″ E / 41.6680730781235°N,2.72257143439769°E                         |                                            |                          | Modifica les dades a Wikidata |
|        | Can Jesús         | Palafolls                | masia        |                                                  | 41° 40′ 39″ N, 2° 43′ 11″ E / 41.6773973247354°N,2.71961193973717°E                         |                                            |                          | Modifica les dades a Wikidata |
|        | Can Jordà         | Palafolls                | masia        |                                                  | 41° 39′ 47″ N, 2° 44′ 53″ E / 41.6631866659171°N,2.74798488341111°E 27 msnm                 |                                            |                          | Modifica les dades a Wikidata |
|        | Can Nofre         | Palafolls                | masia        | 20th century                                     | 41° 40′ 51″ N, 2° 43′ 15″ E / 41.6807961173668°N,2.72088277529148°E ca:Veïnat de Vallplana  |                                            |                          | Modifica les dades a Wikidata |
|        | Can Palomo        | Palafolls                | masia        |                                                  | 41° 39′ 58″ N, 2° 44′ 08″ E / 41.6661848723441°N,2.73543252310489°E                         |                                            |                          | Modifica les dades a Wikidata |
|        | Can Plantera      | Palafolls                | masia        |                                                  | 41° 40′ 09″ N, 2° 43′ 07″ E / 41.6691083805181°N,2.7186508572404°E                          |                                            |                          | Modifica les dades a Wikidata |
|        | Can Pol           | Palafolls                | masia        |                                                  | 41° 40′ 06″ N, 2° 44′ 39″ E / 41.6682854158265°N,2.74421709170572°E                         |                                            |                          | Modifica les dades a Wikidata |
|        | Can Pruna         | Palafolls                | masia        |                                                  | 41° 37′ 03″ N, 2° 25′ 23″ E / 41.6174569258685°N,2.42315602901352°E                         |                                            |                          | Modifica les dades a Wikidata |
|        | Can Puig          | Palafolls                | masia        | Estil: arquitectura popular 20th century         | 41° 40′ 14″ N, 2° 44′ 42″ E / 41.670549°N,2.745076°E ca:C. de la Font del Ferro 29 msnm     | bé cultural d'interès local                | Can Puig (Palafolls)     | Modifica les dades a Wikidata |
|        | Can Puiggorri     | Palafolls                | masia        |                                                  | 41° 39′ 31″ N, 2° 42′ 47″ E / 41.6586914200919°N,2.7131232175165°E                          |                                            |                          | Modifica les dades a Wikidata |
|        | Can Puigvert      | Palafolls                | masia        | Estil: arquitectura barroca arquitectura popular | 41° 41′ 17″ N, 2° 44′ 22″ E / 41.68818°N,2.73938°E ca:Pol. Ind. Palafolls 28 msnm           | bé integrant del patrimoni cultural català | Can Puigvert (Palafolls) | Modifica les dades a Wikidata |
|        | Can Reixac        | Palafolls                | masia        |                                                  | 41° 41′ 14″ N, 2° 43′ 16″ E / 41.6871378445413°N,2.72116778362447°E                         |                                            |                          | Modifica les dades a Wikidata |
|        | Can Ribes         | Palafolls                | masia        | Estil: arquitectura popular                      | 41° 40′ 27″ N, 2° 44′ 48″ E / 41.67414°N,2.74663°E 42 msnm                                  | bé integrant del patrimoni cultural català |                          | Modifica les dades a Wikidata |
|        | Can Roca          | Palafolls                | masia        |                                                  | 41° 39′ 53″ N, 2° 44′ 00″ E / 41.664836672276°N,2.7334193084792°E                           |                                            |                          | Modifica les dades a Wikidata |
|        | Can Roquet        | Palafolls                | masia        | Estil: arquitectura popular                      | 41° 41′ 28″ N, 2° 43′ 30″ E / 41.69111°N,2.725°E ca:Camí de Palafolls a Tordera 42 msnm     | bé integrant del patrimoni cultural català |                          | Modifica les dades a Wikidata |
|        | Can Rotxild       | Malgrat de Mar Palafolls | masia        |                                                  | 41° 39′ 24″ N, 2° 43′ 57″ E / 41.6566214133428°N,2.73248108617489°E                         |                                            |                          | Modifica les dades a Wikidata |
|        | Can Segimon       | Palafolls                | masia        |                                                  | 41° 41′ 00″ N, 2° 43′ 07″ E / 41.6834565814789°N,2.71856433198801°E                         |                                            |                          | Modifica les dades a Wikidata |
|        | Can Sureda        | Palafolls                | masia        | Estil: arquitectura popular                      | 41° 40′ 58″ N, 2° 44′ 22″ E / 41.68284°N,2.73951°E ca:Camí del Molí d'en Puigvert 32 msnm   | bé integrant del patrimoni cultural català |                          | Modifica les dades a Wikidata |
|        | Can Tap           | Palafolls                | masia        |                                                  | 41° 40′ 55″ N, 2° 43′ 58″ E / 41.6818419917964°N,2.73268904454177°E                         |                                            |                          | Modifica les dades a Wikidata |
|        | Can Terramines    | Palafolls                | masia        |                                                  | 41° 40′ 17″ N, 2° 44′ 11″ E / 41.6713391928301°N,2.73639649288452°E                         |                                            |                          | Modifica les dades a Wikidata |
|        | Can Tortós        | Palafolls                | masia        | Estil: arquitectura popular                      | 41° 40′ 57″ N, 2° 44′ 28″ E / 41.68257°N,2.7412°E 19 msnm                                   | bé integrant del patrimoni cultural català |                          | Modifica les dades a Wikidata |
|        | Can Trasserra     | Palafolls                | masia        |                                                  | 41° 41′ 13″ N, 2° 43′ 29″ E / 41.6868488690078°N,2.72459358440511°E 50 msnm                 |                                            |                          | Modifica les dades a Wikidata |
|        | Can Tresserres    | Palafolls                | masia        |                                                  | 41° 39′ 52″ N, 2° 45′ 02″ E / 41.6644804724419°N,2.75063445040311°E 10 msnm                 |                                            |                          | Modifica les dades a Wikidata |
|        | Can Valldejuli    | Palafolls                | masia        |                                                  | 41° 39′ 26″ N, 2° 43′ 35″ E / 41.657247685731°N,2.726308533468°E ca:Vall de Sant Genís      |                                            |                          | Modifica les dades a Wikidata |
|        | Can Vilà de Pagès | Palafolls                | masia        |                                                  | 41° 39′ 31″ N, 2° 44′ 13″ E / 41.6586043372669°N,2.73696489142822°E                         |                                            |                          | Modifica les dades a Wikidata |
|        | Can Vinyals       | Palafolls                | masia        |                                                  | 41° 40′ 39″ N, 2° 42′ 45″ E / 41.6774606969847°N,2.71245118457516°E                         |                                            |                          | Modifica les dades a Wikidata |
|        | Can Xalandric     | Palafolls                | masia        |                                                  | 41° 40′ 56″ N, 2° 42′ 58″ E / 41.6823518407717°N,2.71617813326615°E                         |                                            |                          | Modifica les dades a Wikidata |
|        | Mas Alzina        | Palafolls                | masia        |                                                  | 41° 39′ 28″ N, 2° 42′ 44″ E / 41.6576987189206°N,2.71235894742845°E                         |                                            |                          | Modifica les dades a Wikidata |
|        | Mas Borra         | Palafolls                | masia        |                                                  | 41° 40′ 14″ N, 2° 44′ 14″ E / 41.6705033215938°N,2.73718074380949°E                         |                                            |                          | Modifica les dades a Wikidata |
|        | Mas Comes         | Palafolls                | masia        | Estil: arquitectura gòtica arquitectura popular  | 41° 40′ 26″ N, 2° 45′ 10″ E / 41.67395°N,2.7526388888889°E 14 msnm                          | bé integrant del patrimoni cultural català | Mas Comas (Palafolls)    | Modifica les dades a Wikidata |
|        | Mas Martí         | Palafolls                | masia        |                                                  | 41° 40′ 54″ N, 2° 43′ 01″ E / 41.6816599865148°N,2.71686602897025°E 52 msnm                 |                                            |                          | Modifica les dades a Wikidata |
|        | Mas Moner         | Palafolls                | masia        | Estil: arquitectura popular                      | 41° 40′ 20″ N, 2° 44′ 35″ E / 41.67228°N,2.74303°E 26 msnm                                  | bé integrant del patrimoni cultural català |                          | Modifica les dades a Wikidata |
|        | Mas Oliveres      | Palafolls                | masia        |                                                  | 41° 39′ 42″ N, 2° 44′ 19″ E / 41.6616613095379°N,2.73851391965537°E                         |                                            |                          | Modifica les dades a Wikidata |
|        | Mas Roig          | Palafolls                | masia        | Estil: arquitectura popular                      | 41° 41′ 09″ N, 2° 44′ 19″ E / 41.68582°N,2.73869°E ca:Camí de Tordera a Palafolls. 24 msnm  | bé integrant del patrimoni cultural català |                          | Modifica les dades a Wikidata |
|        | Mas Tit           | Palafolls                | masia        |                                                  | 41° 40′ 30″ N, 2° 45′ 01″ E / 41.6751082526921°N,2.75031711596104°E                         |                                            |                          | Modifica les dades a Wikidata |
|        | Mas Xuclà         | Palafolls                | masia        |                                                  | 41° 40′ 19″ N, 2° 42′ 58″ E / 41.6719213330737°N,2.71609181075021°E                         |                                            |                          | Modifica les dades a Wikidata |
|        | el Corral         | Palafolls                | masia        |                                                  | 41° 40′ 12″ N, 2° 44′ 20″ E / 41.6699125230392°N,2.73879286567007°E                         |                                            |                          | Modifica les dades a Wikidata |
|        | la Fundició       | Palafolls                | masia        |                                                  | 41° 39′ 29″ N, 2° 43′ 33″ E / 41.6580651149282°N,2.72591731077351°E                         |                                            |                          | Modifica les dades a Wikidata |

## molí d'aigua
| imatge | Nom                | Ubicat a                 | instància de | Detalls                                  | coordenades                                                                                              | Protecció                   | Commons (més fotos)            | Dades a WD                    |
| ------ | ------------------ | ------------------------ | ------------ | ---------------------------------------- | --- | --------------------------- | ------------------------------ | ----------------------------- |
|        | Molí d'en Puigvert | Palafolls                | molí d'aigua | Estil: arquitectura popular              | 41° 41′ 09″ N, 2° 44′ 39″ E / 41.685769444444°N,2.7440888888889°E ca:Camí del Molí d'en Puigvert 15 msnm | bé cultural d'interès local | Molí d'en Puigvert (Palafolls) | Modifica les dades a Wikidata |
|        | Molí de la Pedrera | Malgrat de Mar Palafolls | molí d'aigua | Estil: arquitectura popular 19th century | 41° 39′ 39″ N, 2° 45′ 27″ E / 41.6609101123905°N,2.75741050575389°E ca:Carretera de Malgrat              |                             |                                | Modifica les dades a Wikidata |

## muntanya
| imatge | Nom               | Ubicat a                 | instància de | Detalls | coordenades                                                         | Protecció | Commons (més fotos) | Dades a WD                    |
| ------ | ----------------- | ------------------------ | ------------ | ------- | ------------------------------------------------------------------- | --------- | ------------------- | ----------------------------- |
|        | Turó d'en Serra   | Palafolls Malgrat de Mar | muntanya     |         | 41° 39′ 11″ N, 2° 43′ 32″ E / 41.6531°N,2.72566°E 103.9 msnm        |           |                     | Modifica les dades a Wikidata |
|        | Turó de Can Jordà | Palafolls                | muntanya     |         | 41° 39′ 44″ N, 2° 44′ 57″ E / 41.6623°N,2.7492°E 49.9 msnm          |           |                     | Modifica les dades a Wikidata |
|        | Turó del Castell  | Palafolls                | muntanya     |         | 41° 40′ 46″ N, 2° 44′ 02″ E / 41.67947778°N,2.73397111°E 153.6 msnm |           |                     | Modifica les dades a Wikidata |

## nucli de població
| imatge | Nom           | Ubicat a  | instància de      | Detalls | coordenades                                                         | Protecció | Commons (més fotos) | Dades a WD                    |
| ------ | ------------- | --------- | ----------------- | ------- | ------------------------------------------------------------------- | --------- | ------------------- | ----------------------------- |
|        | Ciutadella    | Palafolls | nucli de població |         | 41° 40′ 32″ N, 2° 44′ 23″ E / 41.6755079152418°N,2.73964725607211°E |           |                     | Modifica les dades a Wikidata |
|        | Sant Lluís    | Palafolls | nucli de població |         | 41° 39′ 41″ N, 2° 44′ 31″ E / 41.661253058621°N,2.7418418606551°E   |           |                     | Modifica les dades a Wikidata |
|        | Santa Maria   | Palafolls | nucli de població |         | 41° 40′ 26″ N, 2° 44′ 26″ E / 41.6738601704383°N,2.74059014629881°E |           |                     | Modifica les dades a Wikidata |
|        | Vallplana     | Palafolls | nucli de població |         | 41° 39′ 50″ N, 2° 45′ 10″ E / 41.663978938107°N,2.7526414213509°E   |           |                     | Modifica les dades a Wikidata |
|        | les Ferreries | Palafolls | nucli de població |         | 41° 39′ 54″ N, 2° 45′ 02″ E / 41.6650116833973°N,2.75053630541514°E |           |                     | Modifica les dades a Wikidata |

## plaça
| imatge | Nom                                    | Ubicat a  | instància de | Detalls                     | coordenades                                                               | Protecció                                  | Commons (més fotos)      | Dades a WD                    |
| ------ | -------------------------------------- | --------- | ------------ | --------------------------- | ------------------------------------------------------------------------- | ------------------------------------------ | ------------------------ | ----------------------------- |
|        | Conjunt de la plaça Major de Palafolls | Palafolls | plaça        |                             | 41° 40′ 01″ N, 2° 44′ 58″ E / 41.666982°N,2.749348°E                      | bé cultural d'interès local                |                          | Modifica les dades a Wikidata |
|        | Plaça Major de Palafolls               | Palafolls | plaça        | Estil: arquitectura popular | 41° 40′ 01″ N, 2° 44′ 58″ E / 41.66692°N,2.74941°E ca:Plaça Major 20 msnm | bé integrant del patrimoni cultural català | Plaça Major de Palafolls | Modifica les dades a Wikidata |

## polígon industrial
| imatge | Nom                             | Ubicat a  | instància de       | Detalls | coordenades                                                         | Protecció | Commons (més fotos) | Dades a WD                    |
| ------ | ------------------------------- | --------- | ------------------ | ------- | ------------------------------------------------------------------- | --------- | ------------------- | ----------------------------- |
|        | Polígon industrial Can Baltasar | Palafolls | polígon industrial |         | 41° 39′ 58″ N, 2° 45′ 17″ E / 41.6661645308929°N,2.75468805307686°E |           |                     | Modifica les dades a Wikidata |
|        | Polígon industrial Mas Puigverd | Palafolls | polígon industrial |         | 41° 41′ 12″ N, 2° 44′ 18″ E / 41.6867369004292°N,2.7383523313145°E  |           |                     | Modifica les dades a Wikidata |
|        | Polígon industrial Mas Reixac   | Palafolls | polígon industrial |         | 41° 40′ 59″ N, 2° 43′ 23″ E / 41.6831342933184°N,2.72308348324°E    |           |                     | Modifica les dades a Wikidata |

## Misc
| imatge | Nom                                     | Ubicat a                      | instància de      | Detalls                                   | coordenades                                                                                               | Protecció                                            | Commons (més fotos)                     | Dades a WD                    |
| ------ | --------------------------------------- | ----------------------------- | ----------------- | ----------------------------------------- | --- | ---------------------------------------------------- | --------------------------------------- | ----------------------------- |
|        | Casa Comú de Palafolls                  | Palafolls                     | casa consistorial | Estil: arquitectura popular 18th century  | 41° 40′ 01″ N, 2° 44′ 57″ E / 41.66693°N,2.74919°E ca:Pl. Major 20 msnm                                   | bé cultural d'interès local                          | Casa de la Vila de Palafolls            | Modifica les dades a Wikidata |
|        | Conjunt de cases al carrer Joaquim Ruhi | Palafolls                     | carrer            | Estil: arquitectura popular               | 41° 40′ 10″ N, 2° 44′ 48″ E / 41.66945°N,2.74664°E ca:C. Joaquim Ruhi 22 msnm                             | bé integrant del patrimoni cultural català           | Conjunt de cases al carrer Joaquim Ruhi | Modifica les dades a Wikidata |
|        | Marineland Catalunya                    | Palafolls                     | parc d'atraccions |                                           | 41° 39′ 39″ N, 2° 45′ 12″ E / 41.660833°N,2.753361°E                                                      |                                                      | Marineland Catalunya                    | Modifica les dades a Wikidata |
|        | Palafolls                               | Palafolls                     | vèrtex geodèsic   | Alt: 1.2m                                 | 41° 40′ 45″ N, 2° 44′ 04″ E / 41.679143°N,2.734418°E 153.733 msnm                                         |                                                      |                                         | Modifica les dades a Wikidata |
|        | Pont de Can Monner                      | Palafolls                     | pont              |                                           | 41° 40′ 19″ N, 2° 44′ 35″ E / 41.6720660388538°N,2.74314496165063°E                                       |                                                      |                                         | Modifica les dades a Wikidata |
|        | Sant Lluís                              | Palafolls                     | fornícula         |                                           | 41° 39′ 41″ N, 2° 44′ 55″ E / 41.6615216654031°N,2.74859193876456°E                                       |                                                      |                                         | Modifica les dades a Wikidata |
|        | Torre de Valldejuli                     | Palafolls                     | torre de defensa  |                                           | 41° 39′ 26″ N, 2° 43′ 35″ E / 41.6573°N,2.72642°E                                                         | bé d'interès cultural bé cultural d'interès nacional |                                         | Modifica les dades a Wikidata |
|        | castell de Palafolls                    | Palafolls                     | castell           | Estil: arquitectura romànica              | 41° 40′ 43″ N, 2° 44′ 08″ E / 41.67872167°N,2.73562778°E ca:Camí del Castell                              | bé d'interès cultural bé cultural d'interès nacional | Castell de Palafolls                    | Modifica les dades a Wikidata |
|        | la Tordera                              | Selva Vallès Oriental Maresme | curs d'aigua      | Desemboca: mar Mediterrània Llarg: 61.5km | 41° 48′ 13″ N, 2° 25′ 05″ E / 41.803521°N,2.418014°E 41° 39′ 03″ N, 2° 46′ 39″ E / 41.650939°N,2.777482°E |                                                      | Tordera River                           | Modifica les dades a Wikidata |
|        | la Trinitat                             | Palafolls                     | capella           |                                           | 41° 39′ 49″ N, 2° 45′ 09″ E / 41.6635566347422°N,2.75243976196069°E                                       |                                                      |                                         | Modifica les dades a Wikidata |
|        | serra de Miralles                       | Palafolls Santa Susanna       | serra             | Llarg: 3km                                | 41° 39′ 38″ N, 2° 42′ 06″ E / 41.66056389°N,2.70167583°E 341 msnm                                         |                                                      |                                         | Modifica les dades a Wikidata |